# 하비에라 메나
하비에라 메나(Javiera Mena, 1983년 6월 3일 ~ )는 칠레의 싱어송라이터이다.